# Pouilley-les-Vignes
Pouilley-les-Vignes település Franciaországban, Doubs megyében. Lakosainak száma 2162 fő (2022. január 1.). Pouilley-les-Vignes Les Auxons, Besançon, Champvans-les-Moulins, Chaucenne, Miserey-Salines, Noironte, Pelousey, Pirey és Serre-les-Sapins községekkel határos.

## Népesség
A település népességének változása:
| Lakosok száma | 729  | 1358 | 1707 | 1810 | 1920 | 1951 | 1965 | 1982 | 2042 | 2162 |
|               | 1968 | 1982 | 1990 | 2006 | 2013 | 2015 | 2017 | 2019 | 2020 | 2022 |